# 斯泰恩谢尔
斯泰恩谢尔（ 聆听ⓘ）是挪威特伦德拉格郡的一个市镇，行政中心为斯泰恩谢尔镇。市镇面积为2,122平方公里，人口数量为24,357人（2020年），人口密度为每平方公里12.6人。